# لاتانوبروستين بونود
لاتانوبروستين بونود (بالإنجليزية: Latanoprostene bunod)‏ هو دواء يُستعمل في علاج:
- فرط ضغط العين (منذ 10 فبراير 2017)[6]
- زرق مفتوح الزاوية (منذ 10 فبراير 2017)[6]